# Hrvoje Čale
Hrvoje Čale (Zagreb, República Federal de Yugoslavia, actual Croacia 4 de marzo de 1985). Es un exfutbolista croata que fue profesional desde 2003 hasta 2017.

## Clubes
| Club                    | País      | Año       |
| ----------------------- | --------- | --------- |
| GNK Dinamo Zagreb       | Croacia   | 2003-2008 |
| Inter Zaprešić (Cedido) | Croacia   | 2004-2005 |
| Trabzonspor             | Turquía   | 2008-2011 |
| VfL Wolfsburg           | Alemania  | 2011-2013 |
| Waasland-Beveren        | Bélgica   | 2013-2015 |
| NK Olimpija Ljubljana   | Eslovenia | 2015-2016 |
| Inter Zapresić          | Croacia   | 2017      |

## Selección nacional
Ha sido internacional con Croacia en 5 ocasiones.
- Datos: Q956697